# Bazora

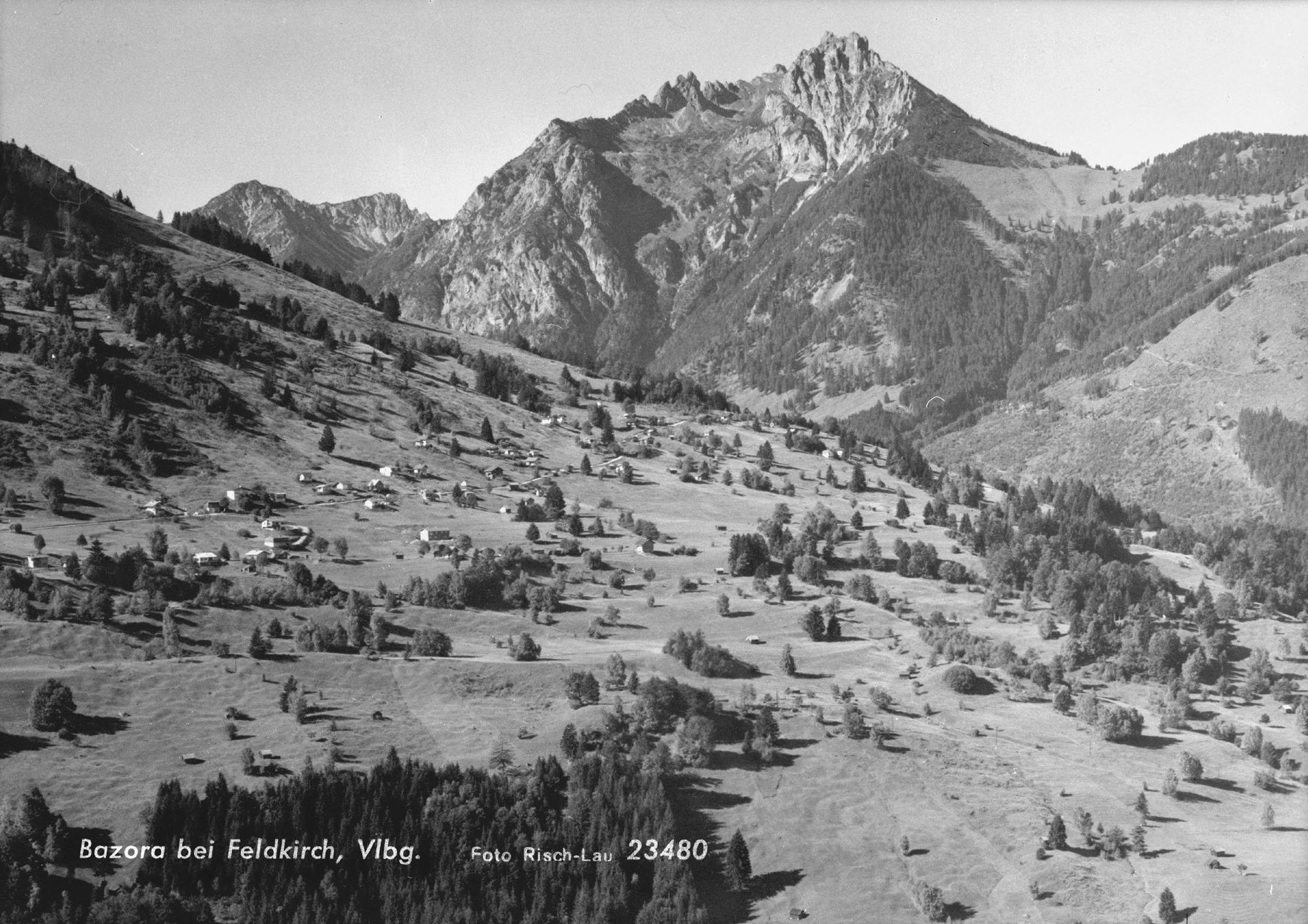
Bazora in den 1960er-Jahren. Im Hintergrund die Drei Schwestern

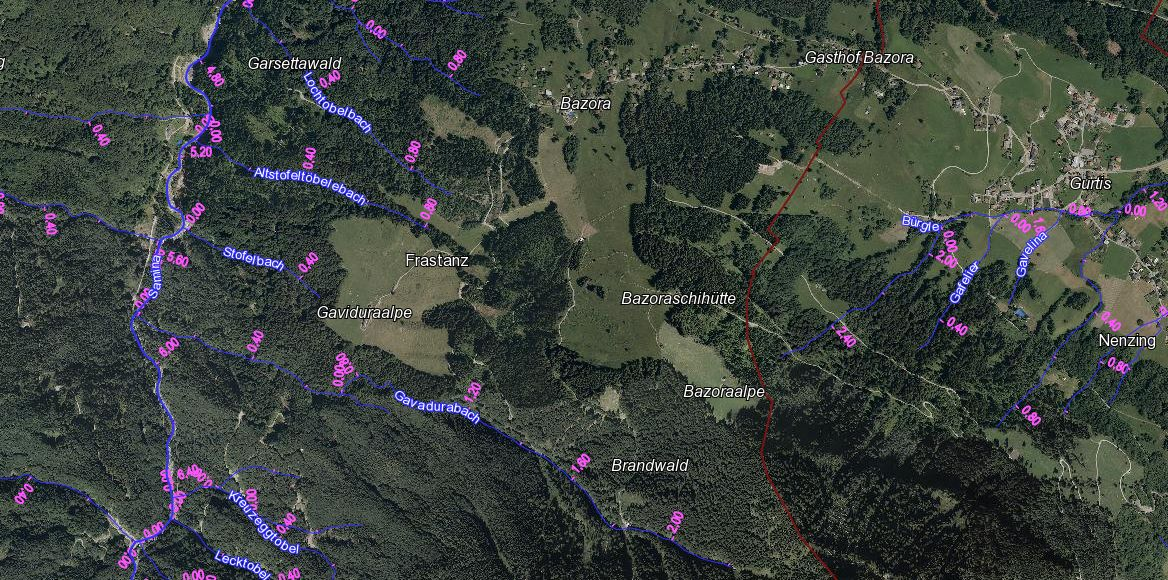
Luftbild des Gebietes, rechts Gaviduraalpe, Mitte Bazora, links Gurtis

Der Name Bazora bezeichnet in Frastanz eine Rotte (etwa 1035 m ü. A., weitgehend Ferienhäuser), ein etwa 1300 Meter langes Flurstück (etwa 1000 m ü. A. bis 1440 m ü. A.), eine Alpe (1415 m ü. A.), einen Skilift und einen Gasthof.

## Name
Das Gebiet Bazora bezieht sich heute auf ein größeres Gebiet als das, worauf sich der ursprüngliche Flurname bezog. Bazora hat einen rätoromanischen Ursprung und soll auf lateinisch: "pratu de supra" ("obere Wiese") zurückzuführen sein. Damit war ursprünglich das Alpgebiet unter der Gurtisspitze gemeint.

## Geschichte
Das Flurstück und die Alpe werden bereits seit dem Mittelalter bewirtschaftet. Am 3. September 1937 wurde Albert Scheurer (* 13. September 1910), ein Organisator des Transfers von Spanienfreiwilligen in die Schweiz, in Bazora verhaftet und bis Jänner 1938 in Feldkirch inhaftiert.

## Topographie, Geografie, Lage und Verkehr
Unter dem Begriff Bazora wird, neben der kleinen Siedlung mit den Ferienhäusern, auch der von Nordwesten nach Südosten ausgerichtete und ansteigende Hang verstanden. Der Hang ist das nördliche Ende der Galina-Gruppe, einer Untergruppe des Rätikons. Dieses Flurstück ist von der Rheintalautobahn in Höhe Feldkirch gut zu sehen.
Westlich des Flurstücks Bazora liegt die Gaviduraalpe, östlich das Dorf Gurtis (Nenzing), nördlich, zum Tal hin, das Flurstück Stutzberg und Stutz und südlich die Gurtisspitze (1778 m ü. A.).
Den geologischen Untergrund des Hanges bildet Vorarlberger Flysch mit Moräneschutt.

## Bewirtschaftung und Natur
Die Alpe Bazora und das gleichnamige Flurstück werden von der Alpgenossenschaft Frastanz Alpe Gavadura – Bazora – Frastanz bewirtschaftet. Die Alpe Gavidura ist eine Unteralpe der Bazoraalpe.
Bemerkenswert sind die großflächig erhaltenen Magerwiesen und Flachmoore sowie eine große Vielzahl an Pilzen, Pflanzen und Vögeln.

## Sport

### Schilift Bazora

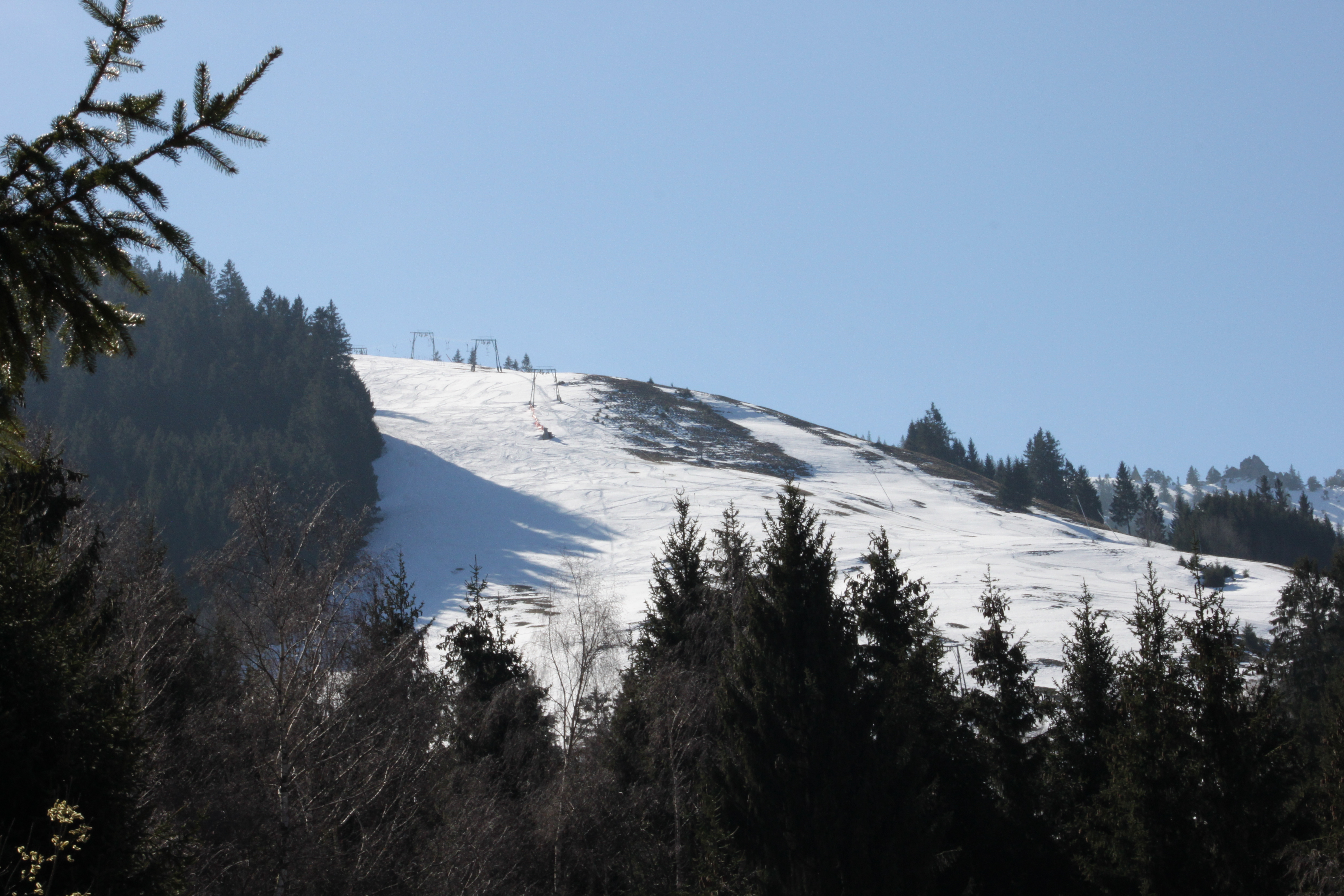
Skilift Bazora im Frühjahr 2019

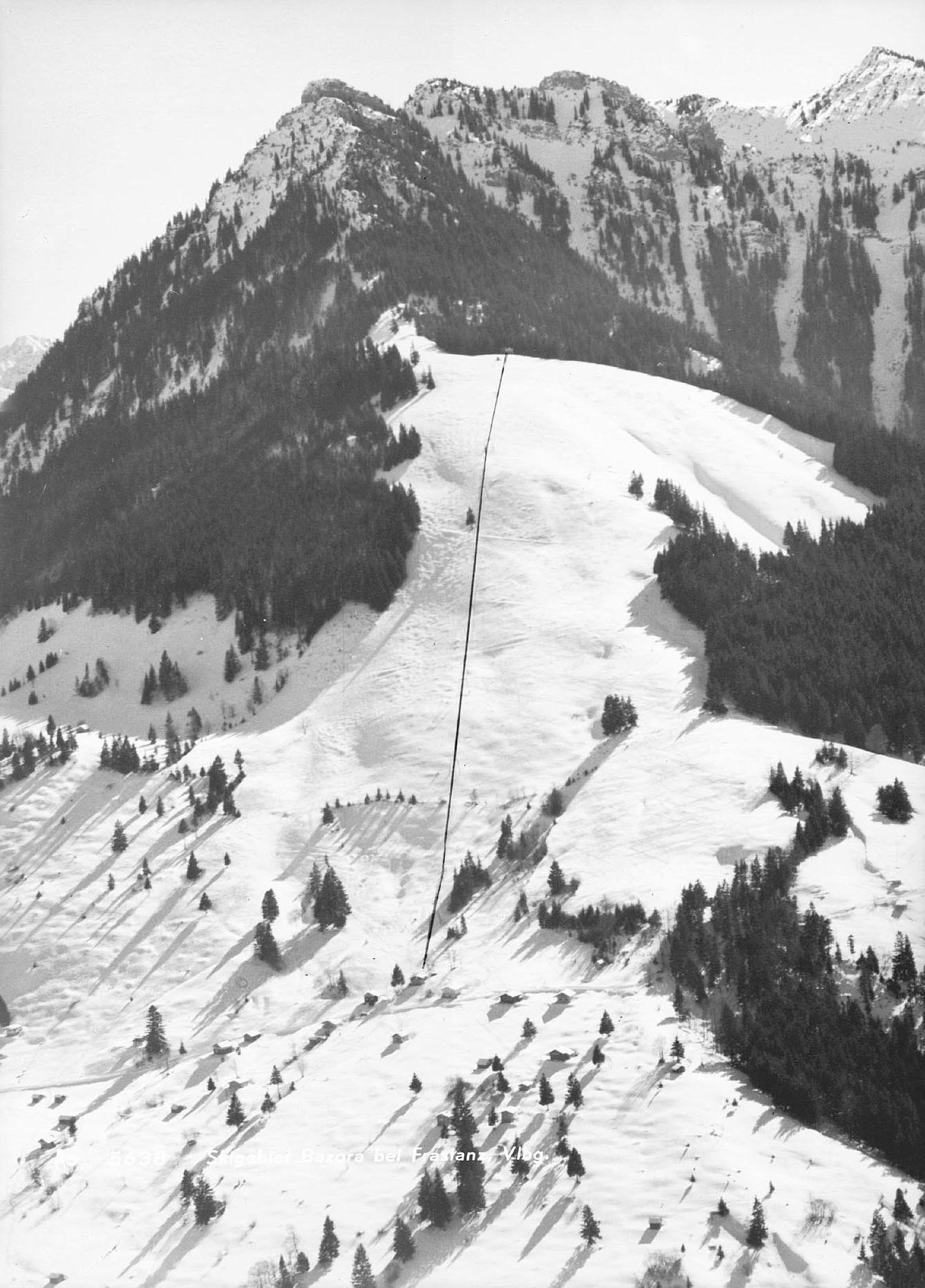
Skigebiet Bazora

Über die Möglichkeiten, welche die Bazora für den damals neuen Skisport in Vorarlberg bot, wurde bereits am 22. Dezember 1906 in der „Vorarlberger Landeszeitung“ berichtet. 1926 erfolgte in Frastanz die Gründung des Schiklubs Frastanz (erster Obmann: Josef Hanusch) und am 30. Jänner 1927 wurde das erste Vereinsrennen auf der Bazora abgehalten. Der Start lag unterhalb der Alpe Bazora, das Ziel war in der Felsenau. Die etwa 8 km langen Rennstrecke bestand zu zwei Drittel aus Abfahrtsstrecke und einem Drittel Langlaufpassage. Der Skiclub gab auch im selben Jahr bereits in der Nähe des neuen Bazorahotels Ski-Kurse für Anfänger u. Fortgeschrittene. 1928 wurde die neue Skihütte des Skiclubs auf der Bazora nach viermonatiger Bauzeit feierlich eröffnet.
Am 13. Januar 1929 wurde vom Wintersportverein Feldkirch in der Nähe des Bazorahotels eine Sprungschanze eröffnet. Edwin Hartmann gewann das Eröffnungsspringen vor Franz Josef Tiefenthaler. Ein Jahr später wurde die erste Vorarlberger Ski-Landesmeisterschaft hier abgehalten. Am 13. Februar 1938 wurde auf der Bazora der 13. Vorarlberger Staffellauf abgehalten, ein Rennen über 4 × 9 Kilometer.
Von 1948 bis 1953 war ein Schlittenlift an der Bazora in Betrieb. 1952 wurden mehrere sicherheitstechnische Auflagen erteilt, wodurch der Weiterbetrieb unwirtschaftlich geworden wäre. Es wurde ein Schlepplift mit Umlaufsystem mit einer Länge von nicht ganz einem Kilometer Länge gebaut, der 1953/54 den Probebetrieb aufnahm. Es war die zu diesem Zeitpunkt, nach dem Zürserseelift, der längste Schlepplift in Vorarlberg. 1964 wurde von Eugen Linher der sogenannten Sechstannenlift errichtet, der nur bis 1972 bestand. Um 1954 wurde auch der Bau eines Sesselliftes angedacht, um den damals starken Andrang an Skifahrern zu bewältigen. In weiterer Folge auch eine 1350 Meter lange Seilbahn von Frastanz (Frastafeders) zum Bazorahotel. Beide Projekte wurden nicht verwirklicht. Das Skigebiet ist heute ein Teil des Skigebiets mit den Schleppliften in Gurtis.

### Paragliding
Der Startplatz Bazora (etwa 1390 m ü. A.) liegt in der Nähe der Bergstation des Schilift Bazora mit einem einfachen Schwierigkeitsgrad, weswegen dieser Startplatz auch als Schulungsplatz zugelassen ist. Der Startplatz ist nur zu Fuß erreichbar (ca. 45 Minuten Gehzeit und 300 Höhenmeter).

### Segelfliegen
Von der Bazora und Amerlügen (z. B. vom Sturnabühel ) wurden ab August 1934 bzw. 1935 und kurz nach dem Zweiten Weltkrieg Starts mit Segelflugzeugen durchgeführt. Die Startplätze waren seit 1935 behördlich genehmigt. Um 1950 wurde z. B. ein Flug vom Bazorahang aus unternommen. Das Segelflugzeug mit dem Namen „Bazora“ (15 Meter Spannweite, 84 kg Leergewicht) wurde von Hand mit einem eigenen Anhänger bis zur Siedlung Bazora gezogen und von dort mit dem damaligen Schlittenlift bis zur Endstation bei den „Sechstannen“ transportiert, von wo das Flugzeug dann bis zum Startplatz hinauf gezogen und von Hand mit einem Gummiseil gestartet wurde.